# Staatscommissie-Heemskerk (1883-1884)
De Staatscommissie-Heemskerk was een Nederlandse commissie die op 11 mei 1883 werd ingesteld door het kabinet-Heemskerk en onder voorzitterschap stond van minister van Binnenlandse Zaken Heemskerk. De commissie kreeg de opdracht te onderzoeken welke bepalingen van de Grondwet moesten worden herzien. 
De commissie bracht op 25 januari 1884 haar eindverslag uit. Dit eindverslag was de basis voor een algehele herziening van de Grondwet van 1848. Er werd een compromis gevonden over uitbreiding van het kiesrecht, maar de commissie was verdeeld over de financiële gelijkstelling van openbaar en bijzonder onderwijs. 
Het werk van de commissie resulteerde in de algehele grondwetsherziening van 1887.

## Leden
- mr. T.M.C. Asser
- jhr. mr. G.J.Th. Beelaerts van Blokland
- J.W.Binkes
- mr. J.Th. Buys
- mr. E.J.J.B. Cremers
- mr. A.J.W. Farncombe Sanders
- dr. mr. B.J. Lintelo baron de Geer van Jutphaas
- mr. A. van Naamen van Eemnes
- jhr. mr. C.J.Ch.H. van Nispen tot Sevenaer
- jhr. mr. J. Röell
- jhr. mr. A.F. de Savornin Lohman
- J.M.van der Star
- mr. B.D.H. Tellegen
- jhr. mr. J.B.J.A.M. Verheyen
- mr. G. de Vries Azn.